# NGC 3825
NGC 3825 este o liner situată în constelația Fecioara. A fost descoperită în 15 martie 1784 de către William Herschel. Se află la o distanță de 88,91 de megaparseci de Pământ.